# Saison 5 de You're the Worst
Chronologie
Saison 4
Cet article présente le guide des épisodes de la cinquième et dernière saison de la série télévisée américaine You're the Worst.

## Généralités
- Aux États-Unis, la saison a été diffusée du 9 janvier 2019[1] au 3 avril 2019 sur FXX.
- Au Canada, elle a été diffusée simultanément sur FXX Canada.
- En France, elle a été diffusée du 15 janvier 2019 au 9 avril 2019 sur Canal+ Séries.
- Elle reste inédite en Suisse, en Belgique et au Québec.

## Distribution

### Acteurs principaux
- Chris Geere (VF : Yoann Sover) : Jimmy Shive-Overly
- Aya Cash (VF : Victoria Grosbois) : Gretchen Cutler
- Desmin Borges (en) (VF : Antoine Schoumsky) : Edgar Quintero
- Kether Donohue (VF : Bénédicte Bosc) : Lindsay Cottumaccio

## Épisodes

### Épisode 1:L'Intransigeance de l'amour
- États-Unis /  Canada : 9 janvier 2019 sur FXX[2] / FXX Canada
- France : 15 janvier 2019 sur Canal+ Séries[3]

- États-Unis : 265 000 téléspectateurs[4] (première diffusion)

### Épisode 2:La Goupille de ma grenade
- États-Unis /  Canada : 16 janvier 2019 sur FXX / FXX Canada
- France : 22 janvier 2019 sur Canal+ Séries

### Épisode 3:Le Sujet qu'on n'a jamais abordé
- États-Unis /  Canada : 23 janvier 2019 sur FXX / FXX Canada
- France : 29 janvier 2019 sur Canal+ Séries

- États-Unis : 199 000 téléspectateurs[6] (première diffusion)

### Épisode 4:Quel fric?
- États-Unis /  Canada : 30 janvier 2019 sur FXX / FXX Canada
- France : 5 février 2019 sur Canal+ Séries

- États-Unis : 192 000 téléspectateurs[7] (première diffusion)

### Épisode 5:Gentil garçon
- États-Unis /  Canada : 6 février 2019 sur FXX / FXX Canada
- France : 12 février 2019 sur Canal+ Séries

- États-Unis : 142 000 téléspectateurs[8] (première diffusion)

### Épisode 6:La Semaine baise
- États-Unis /  Canada : 13 février 2019 sur FXX / FXX Canada
- France : 19 février 2019 sur Canal+ Séries

- États-Unis : 162 000 téléspectateurs[9] (première diffusion)

### Épisode 7:Mission fellation
- États-Unis /  Canada : 20 février 2019 sur FXX / FXX Canada
- France : 27 février 2019 sur Canal+ Séries

- États-Unis : 186 000 téléspectateurs[10] (première diffusion)

### Épisode 8:Week-end astral
- États-Unis /  Canada : 27 février 2019 sur FXX / FXX Canada
- France : 6 mars 2019 sur Canal+ Séries

- États-Unis : 125 000 téléspectateurs[11] (première diffusion)

### Épisode 9:Week-end de folie d'enterrement de vie de célibataire
- États-Unis /  Canada : 6 mars 2019 sur FXX / FXX Canada
- France : 13 mars 2019 sur Canal+ Séries

- États-Unis : 197 000 téléspectateurs[12] (première diffusion)

### Épisode 10:Pensée magique
- États-Unis /  Canada : 13 mars 2019 sur FXX / FXX Canada
- France : 20 mars 2019 sur Canal+ Séries

- États-Unis : 124 000 téléspectateurs[13] (première diffusion)

### Épisode 11:Quatre putain de jours
- États-Unis /  Canada : 20 mars 2019 sur FXX / FXX Canada
- France : 27 mars 2019 sur Canal+ Séries

- États-Unis : 178 000 téléspectateurs[14] (première diffusion)

### Épisode 12:On passait une si bonne journée
- États-Unis /  Canada : 27 mars 2019 sur FXX / FXX Canada
- France : 3 avril 2019 sur Canal+ Séries

- États-Unis : 178 000 téléspectateurs[15] (première diffusion)

### Épisode 13:Pancakes
- États-Unis /  Canada : 3 avril 2019 sur FXX / FXX Canada
- France : 10 avril 2019 sur Canal+ Séries

- États-Unis : 160 000 téléspectateurs[16] (première diffusion)